# Caumont (Aisne)
Caumont é uma comuna francesa na região administrativa de Altos da França, no departamento de Aisne. Estende-se por uma área de 5,71 km². Em 2010 a comuna tinha 556 habitantes (densidade: 97,4 hab./km²).